# Ginga (canção)
"Ginga" é uma canção da cantora brasileira Iza, servindo como segundo single do seu álbum de estréia, Dona de Mim. Também esteve presente na trilha da novela Segundo Sol. A música é uma fusão de afrobeat e R&B contemporâneo, onde também apresenta elementos do berimbau utilizado na capoeira. Pra completar, a canção teve um ótimo desempenho nas plataformas digitais de música do Brasil, tendo mais de 170 milhões de streams no país.

## Videoclipe
Sobre a temática apresentada no clipe, Felipe Sassi, o diretor disse: "Quando conversei com a IZA sobre o que ela queria passar com o clipe, ela disse que queria falar sobre força, movimento, sobre se adaptar às condições que a vida impõe e sobre se reinventar, aquilo que a música passa mesmo. Sinto que essa canção tem uma energia que te desperta a ir atrás de algo que você quer, que sonha. De alguma forma tudo isso me trouxe a ideia de explorar os quatro elementos, que imprimem a origem de tudo, a origem da força, da fé. A natureza é muito forte e quis agregar os conceitos de união, de representatividade, da divindade feminina e da libertação por meio da música".

## Apresentações ao vivo
Iza performou um medley com os singles "Ginga" e "Dona de Mim", durante o Prêmio Multishow de Música Brasileira
. 

## Desempenho nas tabelas musicais
| Tabela musical (2018)         | Melhor posição |
| ----------------------------- | -------------- |
| (Brasil Hot 100 Airplay)      | 62             |
| (Billboard Hot Pop & Popular) | 5              |

## Prêmios e indicações
| Ano  | Prêmio       | Categoria  | Indicação | Resultado | Ref.  |
| ---- | ------------ | ---------- | --------- | --------- | ----- |
| 2018 | Prêmio Gshow | Hit do Ano | Ginga     | Venceu    | [ 9 ] |